# Ahuejuyos Asaltados
Ahuejuyos Asaltados är en ort i Mexiko.   Den ligger i kommunen Tlacoapa och delstaten Guerrero, i den sydöstra delen av landet, 260 km söder om huvudstaden Mexico City. Ahuejuyos Asaltados ligger 835 meter över havet och antalet invånare är 200.
Terrängen runt Ahuejuyos Asaltados är kuperad västerut, men österut är den bergig. Ahuejuyos Asaltados ligger nere i en dal. Runt Ahuejuyos Asaltados är det ganska glesbefolkat, med 42 invånare per kvadratkilometer. Närmaste större samhälle är Malinaltepec, 19,8 km nordost om Ahuejuyos Asaltados. I omgivningarna runt Ahuejuyos Asaltados växer huvudsakligen savannskog.